# Corolarul Roosevelt

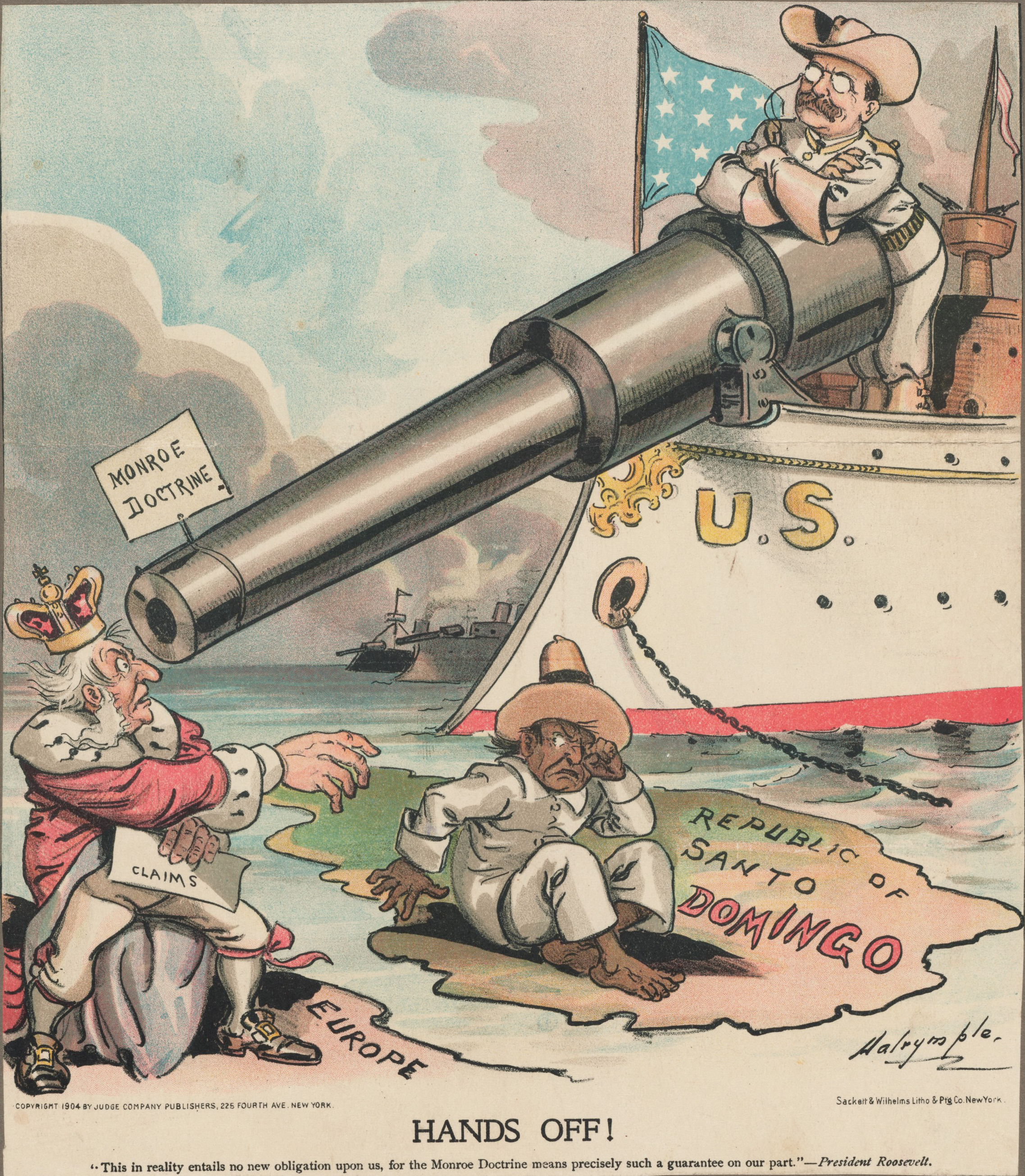
Caricatură politică care îl înfățișează pe Theodore Roosevelt în timp ce utilizează Doctrina Monroe ca să țină puterile europene departe de Republica Dominicană

Corolarul Roosevelt a fost o completarea adusă la Doctrina Monroe de către președintele Theodore Roosevelt enunțată în timpul Discursului privind Starea Uniunii din 1904, după Criza venezueleană din 1902–1903. Corolarul stabilea că Statele Unite urmau să intervină în conflictele dintre țările europene și cele din America Latină pentru a pune în aplicare revendicări legitime ale puterilor europene, în loc să-i lase pe europeni să-și prezinte revendicările în mod direct.
Roosevelt și-a legat politica de Doctrina Monroe și a fost, de asemenea, în concordanță cu politica sa externă cunoscută ca Diplomația ciomagului. Roosevelt a afirmat că, în conformitate cu Doctrina Monroe, Statele Unite erau îndreptățite să exercite acțiuni de poliție internațională pentru a pune capăt tulburărilor sau infracțiunilor cronice din emisfera occidentală. În timp ce Doctrina Monroe a fost concepută să prevină intervenția europeană în America, Corolarul Roosevelt a fost folosit pentru a justifica intervenția SUA în întreaga emisferă vestică. În 1934, președintele Franklin D. Roosevelt a renunțat la politica intervenționismului și a adoptat politica de  bună de vecinătate pentru emisfera occidentală. 

## Contextul general
Corolarul Roosevelt a apărut după încheierea crizei venezuelene din 1902–1903. La sfârșitul anului 1902, Regatul Unit, Germania și Italia au impus o blocadă navală de câteva luni a porturilor venezuelene după ce președintele Cipriano Castro a refuzat să plătească datoria externă și pierderile suferite de cetățenii europeni în ultimul război civil din Venezuela. Disputa a fost adusă în fața unei curți internaționale de arbitraj, care a luat decizia pe 22 februarie 1904 că puterile care au iniția blocada Venezuelei erau îndreptățite să primească un tratament preferențial în proceaul de plată a datoriilor. Această hotărâre a lăsat mai multe țări, care nu participaseră la acțiunea militară, inclusiv Statele Unite, fără posibilitate de acțiune. SUA nu au fost de acord cu rezultatul în principiu și s-au temut că acesta ar încuraja viitoarea intervenție europeană pentru obținerea de asemenea avantaje. Corolarul Roosevelt a afirmat în decembrie dreptul Statelor Unite să intervină pentru „stabilizarea” economiilor statelor mici din Caraibe și America  Centrală dacă erau incapabile să își plătească datoriile externe cu scopul declarat de a împiedica o intervenție europeană.

## Conținutul Corolarului
Roosevelt a declarat în mesajul anual adresat națiunii din 6 decembrie 1904:
„ Tot ceea ce își dorește această țară este de a vedea țările vecine stabile, ordonate și prospere. Orice țară ai cărei oameni se comportă bine se pot baza pe prietenia noastră din inimă. Dacă o națiune arată că știe să acționeze cu eficiență rezonabilă și decență în problemele sociale și politice, dacă își păstrează ordinea și își plătește obligațiile, nu are de ce să se teamă de o intervenție din partea Statelor Unite. Infracțiunile cronice sau o neoutință care duc la o slăbire generală a legăturilor societății civilizate, pot necesita în America, sau în alte părți, o intervenție a unei națiuni civilizate iar, în emisfera occidentală, adeziunea Statelor Unite la Doctrina Monroe poate obligă Statele Unite, oricât de reticente, în cazuri flagrante de asemenea infracțiuni sau incapacitate, să exercite puteri polițienești internaționale.”
În timp ce Doctrina Monroe avertizase puterile europene să nu se atingă de țările din America, președintele Roosevelt spunea acum că „din moment ce Statele Unite nu vor permite puterilor europene să se amestece, el însuși aveau obligația să facă acest lucru. Pe scurt, el va interveni pentru ca să nu le permită să intervină.”

## Utilizare
Deși Corolarul Roosevelt a fost o completare la Doctrina Monroe, poate fi văzut și ca o tendință de îndepărtare de aceasta. În timp ce Doctrina Monroe a declarat că țările europene ar trebui să nu se amestece în treburile Americii Latine, Corolarul Roosevelt a dus acest lucru mai departe și a afirmat că Statele Unite au dreptul să exercite forța militară în țările din America Latină pentru a nu permite puterilor europene să se amestece. Istoricul Walter LaFeber a scris:
„[Roosevelt] a inversat practic argumentele Doctrinei Monroe și a spus că europenii trebuie să stea deoparte, dar Statele Unite au dreptul, conform doctrinei, să se angajeze să exercite puterea polițienească să-i izoleze pe europenii.

Este o întorsătură foarte drăguță a Doctrinei Monroe și, desigur, devine foarte, foarte importantă, deoarece în următorii 15-20 de ani, Statele Unite își vor muta în America Latină de aproximativ douăsprezece ori forța militară, până la punctul în care infanteria marină a  Statelor Unite să devină cunoscută în zonă sub numele de „Trupele Departamentului de Stat”, pentru că se mută întotdeauna pentru a proteja interesele departamentului de stat și politica departamentului de stat din Caraibe. Deci, ceea ce face Roosevelt aici, prin redefinirea Doctrinei Monroe, se dovedește a fi foarte diacronic și duce Statele Unite într-o perioadă de confruntare cu popoarele din Caraibe și America Centrală, ceea ce a fost o parte imperativă a imperialismului american.”
Roosevelt a folosit pentru prima dată Corolarul pentru a acționa în Republica Dominicană în 1904, care la acea vreme era sever îndatorată și devenea un stat eșuat. Statele Unite au trimis două nave de război și au cerut ca vama să fie predată negociatorilor americani, care au folosit apoi un procent din încasări pentru a plăti creditorii străini. Acest model - în care consilierii Statelor Unite au lucrat pentru stabilizarea națiunilor latino-americane prin protectoratele temporare, prevenind acțiunile europene - a devenit cunoscut drept „diplomația dolarului”. Experimentul dominican, la fel ca majoritatea celorlalte aranjamente ale „diplomației dolarului”, s-a dovedit provizoriu și nesustenabil, iar Statele Unite au lansat o intervenție militară mai amplă în 1916 care a durat până în 1924.:371–4
Președinții SUA s-au folosit de Corolarul Roosevelt ca justificare pentru intervenția americană în Cuba (1906–1909), Nicaragua (1909–1910, 1912–1925 și 1926–1933), Haiti (1915–1934), și Republica Dominicană (1916–1924).

## Transferul către politica „de bună vecinătate”
În 1928, președintele Calvin Coolidge a emis Memorandumul Clark, considerat adesea ca o repudiere parțială a Corolarului Roosevelt, care declara că SUA nu avea dreptul să intervină atunci când apărea o amenințare a puterilor europene. Herbert Hoover a ajutat, de asemenea, să îndepărteze SUA de tendințele imperialiste ale Corolarului Roosevelt, întreprinzând turnee de bune-intenții, retrăgând trupele din Nicaragua și Haiti și abținându-se să intervină în afacerile interne ale țărilor vecine.
Mai mult, în 1934, președintele Franklin D. Roosevelt a renunțat la intervenționism și a stabilit „politica de bună vecinătate”, care a dus la anularea amendamentului Platt prin Tratatul de relații cu Cuba din 1934, și negocierea în 1938 a compensațiilor pentru naționalizarea de către guvernul mexican a activelor petroliere deținute de străini. 
Într-adevăr, neintervenind împotriva apariției unor dictaturi precum cea a Fulgencio Batista în Cuba, Rafael Leonidas Trujillo în Republica Dominicană, Anastasio Somoza în Nicaragua și François Duvalier în Haiti, americanii au permis ascensiunea pe scena politica a unor „dictatori Frankenstein”.
Epoca Politicii bunei vecinătăți s-a sfârșit odată cu începutul Războiului Rece în 1945, Statele Unite erijându-se în protectorul emisferei vestice împotriva influenței Uniunii Sovietice. 
În 1954, secretarul de stat John Foster Dulles a invocat Doctrina Monroe și Corolarul Roosevelt în cadrul celei de-a zecea Conferințe Panamericane din Caracas, denunțând intervenția comunismului sovietic în Guatemala. Acest lucru a fost folosit pentru a justifica Operațiunea PBSUCCESS, prin care a fost răsturnat de la putere președintele ales democratic Jacobo Árbenz și a instalat regimul militar al Carlos Castillo Armas, primul dintr-o serie de dictatori militari din această țară.

## Aprecieri critice
Demonstrația făcută de Michener și Weidenmier în 2006 în sprijinul Corolarului Roosevelt la Doctrina Monroe a fost criticat pe motiv că „reprezintă abordarea unilaterală pe care unii cercetători o aduc la studiul intervențiilor imperialiste și hegemonice și, de asemenea, evidențiază modul în care argumentele pentru utilitatea generală a imperialismului sunt din ce în ce mai mult făcute și acceptate”. Christopher Coyne  și Stephen Davies susțin că o politică externă modelată de Corolarul Roosevelt duce la consecințe negative atât în termeni de securitate națională, cât și în ceea ce privește efectul acesteia asupra politicii interne.
Criticii Corolarului Roosevelt, precum Noam Chomsky, au susținut că acesta a fost doar o amenințare imperialistă mai explicită bazată pe Doctrina Monroe, indicând că SUA nu vor interveni doar în apărarea Americii de Sud în fața imperialismului european, dar urmează să folosească forța pentru ca să obțină concesii și privilegii pentru corporațiile americane. Serge Ricard de la  Universitatea din Paris merge chiar mai departe și a afirmat că Corolarul Roosevelt nu a fost doar un addendum la mai vechea Doctrină Monroe prin care SUA s-au angajat să protejeze Americile împotriva intervențiilor imperialiste europene; mai degrabă, Corolarul Roosevelt a fost „un principiu diplomatic cu totul nou, care a rezumat abordarea sa a «ciomagului» în politica externă”. Cu alte cuvinte, în timp ce Doctrina Monroe a încercat să blocheze intrarea în imperiile europene, Corolarul Roosevelt a anunțat intenția Statelor Unite de a le lua locul.

## Vedeți și:
- Expansiunea Statelor Unite ale Americii
- Expansiunea teritorială a Statelor Unite ale Americii
- Neoimperialism
- Doctrina Drago
- Doctrina Bush

## Resurse internet
- Lucrări referitoare la Corolarul Roosevelt aflate la Wikisursă